# Нёв-Мезон (Мёрт и Мозель)
Нёв-Мезо́н (фр. Neuves-Maisons) — коммуна во французском департаменте Мёрт и Мозель, региона Лотарингия. Относится к кантону Нёв-Мезон.

## География
Нёв-Мезон расположен в 10 км на юг от Нанси. Соседние коммуны: Шавиньи (с севера), Мессэн (с востока), Пон-Сен-Венсан (с юго-запада) и Шалиньи (с северо-запада).

## Демография
Население коммуны на 2010 год составляло 7162 человека.
| 1962 | 1968 | 1975 | 1982 | 1990 | 1999 | 2010 |
| ---- | ---- | ---- | ---- | ---- | ---- | ---- |
| 6527 | 6660 | 6805 | 6952 | 6432 | 6844 | 7162 |

## Достопримечательности

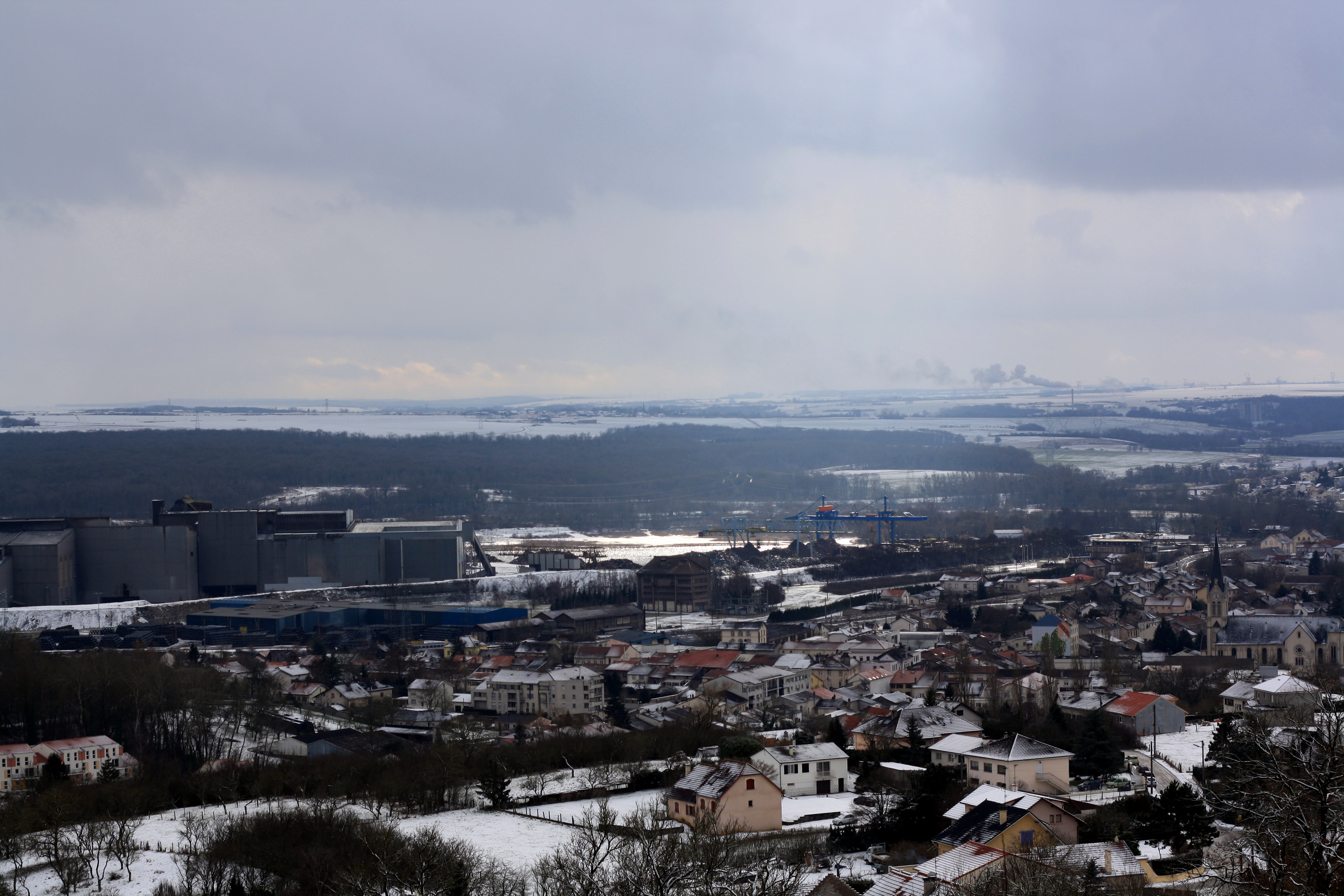
Нёв-Мезон

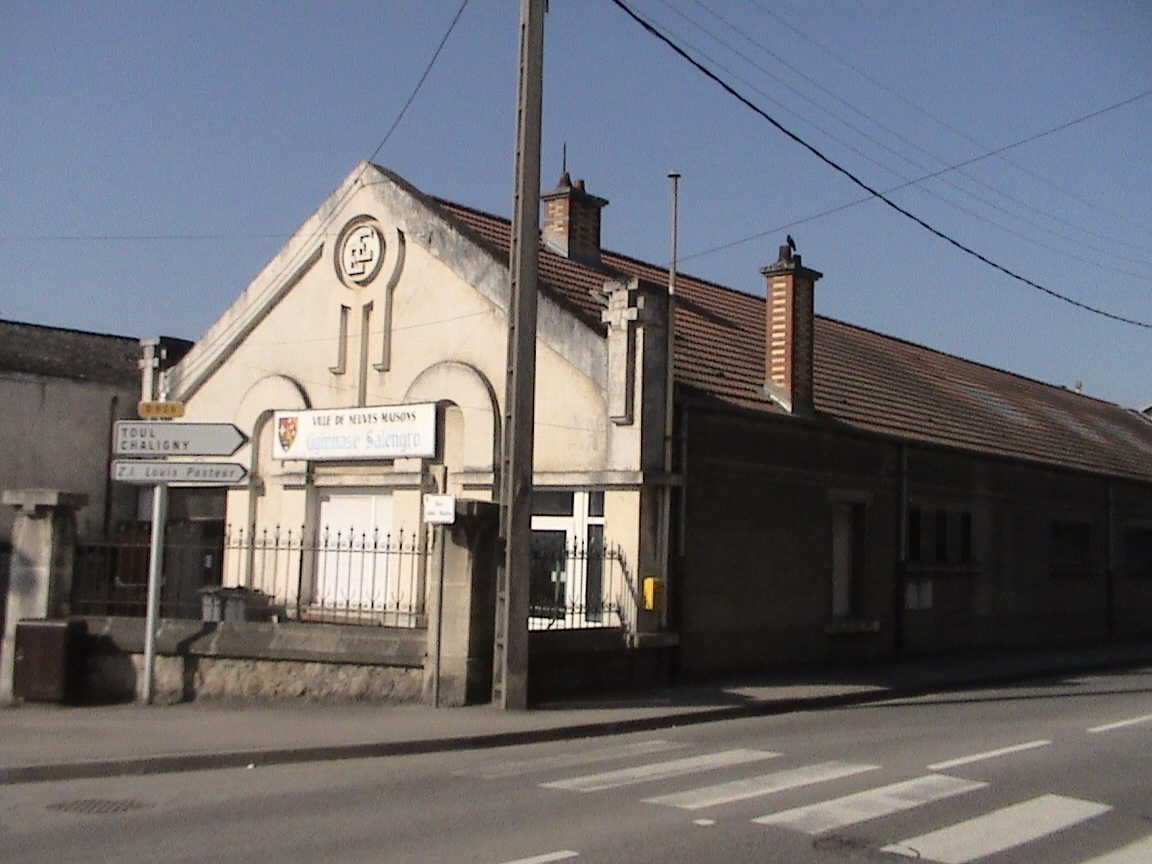
Нёв-Мезон. Гимназия Саменгро.

- Рудник Валь-де-Фер